# 岩舟町和泉
岩舟町和泉（いわふねまちいずみ）は、栃木県栃木市の大字。郵便番号は329-4303。
　

## 地理
栃木市岩舟地域の東部、静和地区の西部に位置する。
南部を栃木県道36号岩舟小山線（旧・国道50号）・栃木県道67号桐生岩舟線（同）が東西に通過し、静和交差点にて栃木県道160号和泉間々田線が分岐する。また、東部を栃木県道11号栃木藤岡線（藤岡街道・和泉バイパス）が南北に通過し、和泉交差点にて栃木県道36号岩舟小山線・栃木県道67号桐生岩舟線と接続する。静和駅前から連続して商店街・住宅街が広がり、岩舟町の中心地区のひとつとなっている。
隣接する地区
- 東 - 大平町富田、岩舟町静和
- 西 - 岩舟町鷲巣
- 南 - 岩舟町静
- 北 - 岩舟町五十畑

### 河川
- 蓮華川

## 歴史
沿革
- 1889年（明治22年）4月1日 - 町村制施行により、栃木県下都賀郡和泉村が同郡三和村、静戸村、五十畑村、曲ヶ島村と合併し静和村が成立、静和村大字和泉となり、静和村役場が置かれる。
- 1952年（昭和27年） - 静和村役場が三和（現・岩舟町静和）に移転する。
- 1956年（昭和31年）9月30日 - 静和村が岩舟村（旧）、小野寺村と合併し岩舟村（新）が成立、岩舟村大字和泉となる。
- 1962年（昭和37年）4月1日 - 岩舟村が町制施行し岩舟町が成立、岩舟町大字和泉となる。
- 2014年（平成26年）4月5日 - 栃木市が岩舟町を編入し、栃木市岩舟町和泉となる。

## 世帯数と人口
2017年（平成29年）8月31日現在の世帯数と人口は以下の通りである。
| 大字       | 世帯数  | 人口    |
| ---------- | ------- | ------- |
| 岩舟町和泉 | 668世帯 | 1,700人 |

### 人口の変遷
総数 [戸数または世帯数：  、人口：  ]
| 1891年（明治24年） | 123戸 716人     |
| 1982年（昭和57年） | 510世帯 2,000人 |
| 2011年（平成23年） | 650世帯 1,811人 |
| 2017年（平成29年） | 680世帯 1,708人 |

## 施設
- 岩舟静和郵便局
- 群馬銀行栃木支店岩舟出張所
- 栃木警察署和泉駐在所
- JAしもつけいわふねホール

## 交通
路線バス
- ふれあいバス藤岡線（栃木駅 - 川連 - 富田 - 和泉 - 藤岡 - 三鴨・谷中湖）
  - 和泉駐在所前

道路
- 栃木県道11号栃木藤岡線（藤岡街道・和泉バイパス）
- 栃木県道36号岩舟小山線（旧・国道50号）
- 栃木県道67号桐生岩舟線（旧・国道50号）
- 栃木県道160号和泉間々田線

## 小・中学校の学区
市立小・中学校に通う場合、学区は以下の通りとなる。
| 番地 | 小学校             | 中学校             |
| ---- | ------------------ | ------------------ |
| 全域 | 栃木市立静和小学校 | 栃木市立岩舟中学校 |